# Сантиметровые волны
Сантиметро́вые во́лны (СМВ) — диапазон радиоволн с длиной волны от 10 см до 1 см, что соответствует частоте от 3 ГГц до 30 ГГц (сверхвысокие частоты, СВЧ, англ. Super high frequency, SHF). Составная часть обширного диапазона радиоволн, получившего в СССР название ультракороткие волны, а также составная часть диапазона микроволнового излучения.
Излучение этого диапазона находит разнообразное применение в современной технике. Например, стандартом частоты для микроволновых печей и промышленных плазменных СВЧ установок является близкая к диапазону сантиметровых волн частота 2,45 ГГц.
Частоты порядка 5,8 ГГц используются в радиоуправляемом авиамоделизме для пилотирования по изображению видеокамеры.
Излучение с частотой порядка 30 ГГц применяется в токамаках для ЭЦР-нагрева плазмы. Связь с космическими аппаратами на орбите Земли (в том числе и в спутниковом телевидении) производится преимущественно в диапазонах C и Ku.